# Groton (New Hampshire)
Groton – miasto w Stanach Zjednoczonych, w stanie New Hampshire, w hrabstwie Grafton.